# 14164 Hennigar
14164 Hennigar eller 1998 TH29 är en asteroid i huvudbältet som upptäcktes den 15 oktober 1998 av Spacewatch vid Kitt Peak-observatoriet. Den är uppkallad efter den kanadensiske amatörastronomen Donald M. Hennigar.
Asteroiden har en diameter på ungefär 4 kilometer och den tillhör asteroidgruppen Koronis.